# Az időn túl
Az időn túl Karácsony János első nagylemeze. A zenét Karácsony János szerezte, a szöveget Sztevanovity Dusán írta, kivéve A Semmi vonata című dalt, melynek Presser Gábor írt szöveget. Az album akkoriban nem kapott nagy figyelmet, mert más volt a zenei divatirányzat. A lemezen két vers is helyet kapott, ezekre Karácsony János írt zenét. Az album 2006-ban CD-n is megjelent egy bónuszdallal.
Az albumon hallható Már nem vigyázol ránk című dal eredetileg az LGT által lett ismert, először Az első óriás kislemezen jelent meg 1984-ben. Erre az albumra az eredetileg tervezett zenével került fel.

## Dalok listája
1. Az időn túl - 4:50
2. Kövess engem - 3:23
3. Sosem voltál - 2:37
4. Tagore válasza - 1:24 (A kertész cikluszból. Rabindranath Tagore verse, Kopácsy Margit fordítása)
5. A szerelem befogad minket - 3:49
6. Michelle - 4:22
7. A semmi vonata - 4:49
8. Ezen a földön - 2:45
9. Mikor újra eljövök - 3:52
10. Kezdet és Vég (Élet) - 0:46 (Jamanoue no Okura verse, Kosztolányi Dezső fordítása)
11. Már nem vigyázol ránk - 5:12
12. Michelle (Koncertfelvétel) - 4:20 (CD kiadás bónusz track)

## Közreműködők
- Karácsony János: ének, próza, akusztikus gitár, elektromos gitár, basszusgitár, slidegitár, szitár, mondolin, autoharp, vocoder, Muzix Gitárszintetizátor, Yamaha DX 7, Mirage szintetizátorok
- Presser Gábor: zongora, autoharp, vocoder, szintetizátorok
- Solti János: akusztikus és elektromos dobok, dobkomputer
- Kiss István: Muzix-dobprogram (A semmi vonata)

## Külső hivatkozások
- Információ a Hungaroton weboldalán Archiválva 2016. szeptember 12-i dátummal a Wayback Machine-ben